# 梅扎河 (溫扎河支流)
梅扎河是俄羅斯的河流，屬於溫扎河的左支流，由科斯特羅馬州負責管轄，河道全長186公里，流域面積2,630平方公里，河水主要來自融雪，每年十一月至翌年四月結冰。